# Prince Buster
Pour les articles homonymes, voir Buster et Campbell.
Cecil Bustamente Campbell dit Prince Buster est un chanteur, DJ, percussionniste, et producteur de ska, de rocksteady et de reggae jamaïcain, né le 28 mai 1938 à Kingston (Jamaïque) et mort le 8 septembre 2016 à Miami (États-Unis).
Visionnaire, précurseur du ska, il est un des artistes jamaïcains les plus importants des années 1960.

## Biographie
Fils d'un ouvrier des chemins de fer, Prince Buster suit des études à l'école de Central Branch puis à Saint Ann en Jamaïque. Il est vite surnommé « Buster » (argot britannique pour « brise-tout »). Adolescent, il joue dans un groupe de percussions. Il suit le sound system de Tom The Great Sebastian où officie le DJ Count Machukie. Très jeune, il est à la tête d'une bande des rues dans le quartier de Luke Lane au centre de Kingston, puis devient boxeur, avant d'être engagé comme videur dans les soirées de Coxsone Dodd au milieu des années 1950.
En 1957 il ouvre un magasin de disques (le Prince Buster Record Shack) et quitte Coxsone vers 1959-1960. Il monte son propre soundsystem, « Voice of the People » basé sur Charles Street. Il est un de ces deejay qui parlent par-dessus les disques, sortes de précurseurs du rap. Comme ses concurrents, il se rend aux États-Unis pour se procurer des disques exclusifs de rhythm and blues. En 1960, il enregistre son premier disque : Oh Carolina des Folkes Brothers. Arrogant, revendiquant comme beaucoup l'invention du ska, il rejette la musique de ses concurrents qu'il qualifie de « plagiaires », comme Byron Lee.
Prince Buster est un des premiers musiciens à affirmer l'identité jamaïcaine du ska. Il revendique aussi sa négritude avec force, estimant comme africaine l'identité de sa nation antillaise. En ce sens, il est l'un des précurseurs de la culture rastafari. Chrétien baptiste, mais très influencé par les Black Muslims, un de ses premiers succès ska, Black Head Chineman, attaque ouvertement son concurrent d'origine chinoise Leslie Kong. Il se convertira d'ailleurs plus tard à l'islam et prendra le nom de Mohamed Yusuf Ali.
Il crée plusieurs marques de disques comme « Prince Buster Voice of the People », « Wild Bells », « Buster Record Shack », « Soulville Center » et « Islam ». Outre ses propres disques, il produit aussi des morceaux de Derrick Morgan, Eric Morris, Owen Gray, Don Drummond, Tommy McCook, Stranger Cole, Bobby Aitken ou Toots & The Maytals. Mais il est avant tout chanteur, généralement accompagné par la formation de Baba Brooks ou par les Skatalites. Il joue et chante un ska rempli d'humour et d'allusions sexuelles (certaines de ses chansons sont sexistes comme The 10 Comandments).
En 1963 il est un des premiers artistes jamaïcains à partir en tournée en Angleterre, où il enregistre un premier succès, Wash Wash, avec Georgie Fame. Ses disques sont alors publiées par le label anglais Blue Beat. Puis il enregistre I Got A Pain avec les Maytals. En 1964, son plus grand tube, Al Capone, est (avec Guns Of Navarone des Skatalites et après My Boy Lollipop de Millie Small) le premier disque d'un artiste au son authentiquement jamaïcain remarqué à l'étranger. Après avoir joué à New York en compagnie de Byron Lee & the Dragonaires, Jimmy Cliff, Millie Small et Delroy Wilson dans le but de promouvoir le ska aux États-Unis, le Buster All Stars revient en Angleterre en 1965 pour une tournée. Il passe à la télévision dans l'émission « Ready Steady Go! ».
En 1966 il enregistre Ghost Dance et Judge Dread en duo avec Lee "Scratch" Perry dans le style rocksteady. Sur l'album Ska-Lip-Soul, il mélange le rocksteady et la soul avec le mento et le calypso (Matilda, Day-O, Respect, And I Love Her).
À la fin des années 1960, avec l'arrivée du reggae, Prince Buster renforce le côté « salace » de ses compositions, dans le style slack dont il est aussi l'un des initiateurs. Après quelques succès reggae (The Virgin), il arrête de chanter au début des années 70 et investit dans des magasins de disques et la location de juke-boxes aux Antilles. Il produit des disques de Big Youth, The Heptones, Alton Ellis, John Holt, Dennis Brown, Dennis Alcapone, puis cesse toute activité musicale en 1974, à l'exception d'un album en 1976 sous le nom de Yusuf Ali and the Revolutionaries. Il réédite régulièrement ses nombreux disques.
Prince Buster vit à Miami. Il remonte sur scène à la fin des années 1980 et enregistre quelque peu en 1992. Il réédite une série d'albums en vinyle lors du renouveau du ska en 1997 aux États-Unis, et le titre de 1967 Whine And Grine est utilisé en 1998 dans une publicité pour Levi's. En 2001, le gouvernement jamaïcain décerne à Campbell l'ordre de la Distinction pour sa contribution à la musique.
Les dernières années, Prince Buster connaît de nombreux problèmes cardiaques. En 2009, une attaque le laisse paralysé. Après plusieurs AVC, il meurt le 8 septembre 2016 au Memorial General Hospital de Miami, âgé de 78 ans.
Malgré les nombreuses rééditions et l'importance de cet artiste dans l'histoire de la musique jamaïcaine, sa musique n'est jamais distribuée en France, à l'exception de quelques titres intégrés dans de rares compilations.

## Discographie
- I Feel Spirit (en) (Blue Beat, 1963)
- Fly Flying Ska (en) (Blue Beat, 1964)
- Hard Man Fi Dead (Prince Buster, 1965)
- On Tour (Blue Beat, 1966)
- Ska-Lip-Soul (Prince Buster, 1966)
- Judge Dread (Blue Beat, 1967)
- Wreck A Pum Pum (Prince Buster, 1968)
- The Outlaw (Prince Buster, 1969)
- The Message Dubwise (Prince Buster, 1972)
- Yusuf Ali and the Revolutionaries (Prince Buster, 1976)

## Charts
Classement dans les charts britanniques (durée et meilleure position) :
- 1967 : Al Capone, 13 semaines → n° 18
- 1998 : Whine And Grine, 3 semaines → n° 21

## Anecdotes
- Prince Buster a eu une grande influence sur le revival two-tone de 1979 en Angleterre, principalement sur les groupes The Specials, qui ont repris Al Capone (rebaptisée Gangsters) et Enjoy Yourself, ainsi que Madness, qui lui doivent leur nom, qui ont repris les titres One Step Beyond et Madness, et qui ont écrit une chanson en son hommage : The Prince[2]. Le groupe The Beat reprend Rough Rider et Wine & Grind[4].